# Xerinae
Xerinae (ксерусові) — підродина мишоподібних гризунів родини Вивіркові (Sciuridae).

## Класифікація
- Xerini
  - Atlantoxerus
  - Spermophilopsis
  - Ксерус (Xerus)
- Protoxerini
  - Epixerus
  - Funisciurus
  - Heliosciurus
  - Myosciurus
  - Paraxerus
  - Protoxerus
- Marmotini
  - Ammospermophilus
  - Callospermophilus
  - Лучний собачка (Cynomys)
  - Eutamias
  - Ictidomys
  - Бабак (Marmota)
  - Neotamias
  - Notocitellus
  - Otospermophilus
  - Poliocitellus
  - Sciurotamias
  - Ховрах (Spermophilus)
  - Бурундук (Tamias)
  - Urocitellus
  - Xerospermophilus